# Torre Gaia
Torre Gaia è la diciassettesima zona di Roma nell'Agro romano, indicata con Z. XVII.

## Geografia fisica

### Territorio
Si trova nell'area est del comune, a ridosso ed esternamente al Grande Raccordo Anulare, fra la via Casilina a nord e la via Tuscolana a sud.
La zona confina:
- a nord con la zona Z. XIII Torre Angela[1]
- a est con la zona Z. XIV Borghesiana[2] e il comune di Frascati
- a sud con il comune di Frascati e la zona Z. XIX Casal Morena[3]
- a ovest con la zona Z. XVI Torrenova[4]

## Monumenti e luoghi d'interesse

### Architetture religiose
- Chiesa di Santa Maria Causa Nostrae Laetitiae, su piazza Siderea. Chiesa del XX secolo (1939-41).
- Chiesa di San Bernardino da Siena, su via Degas. Chiesa del XX secolo (1988-89).
- Chiesa di Santa Margherita Maria Alacoque, su via Michele Pantanella. Chiesa del XXI secolo (2000). 41.848978°N 12.629488°E

Progetto dell'architetto Italo Rota. Parrocchia eretta il 6 giugno 1978 con il decreto del cardinale vicario Ugo Poletti "In considerazione".
- Cappella Universitaria San Tommaso d'Aquino, su via Salamanca. Cappella del XXI secolo (2002). 41.852836°N 12.627485°E

Progetto dell'architetto Vittorio De Feo. Luogo sussidiario di culto della parrocchia di Santa Margherita Maria Alacoque.
- Chiesa di Santa Maria Regina della pace, su via di Tor Vergata. Chiesa inaugurata nel 2003; appartiene alla sede suburbicaria di Frascati.
- Chiesa di Santa Maria Madre dell'Ospitalità, su via del Torraccio. Chiesa del XXI secolo (2007-09).

### Siti archeologici
- Villa romana di Passo Lombardo, su viale Guido Carli. Villa del I secolo a.C.[5] 41.845619°N 12.647925°E
- Villa romana del Parco di Barcaccia, su via Marguerite Yourcenar. Villa dell'età imperiale. 41.832703°N 12.63006°E
- Terme della Villa romana del Parco di Barcaccia, presso viale Galvano della Volpe. Terme dell'età imperiale. 41.837435°N 12.62747°E
- Villa Area 5/7 a Tor Vergata, su via di Passo Lombardo. Villa dell'età imperiale. 41.841238°N 12.63232°E
- Villa Area Casali a Tor Vergata, su via di Passo Lombardo. Villa dell'età imperiale. 41.841225°N 12.636053°E
- Cisterna romana detta Torraccio, su via delle due Torri. Cisterna dell'età imperiale. 41.853797°N 12.658502°E
- Cisterna romana di Grotte Celoni, su via di Grotte Celoni. Cisterna dell'età imperiale. 41.85408°N 12.643664°E
- Cisterna romana detta dei Caminetti, su via Angelo Salmoiraghi. Cisterna dell'età imperiale. 41.860422°N 12.625616°E
- Villa romana detta dei Caminetti, su via Angelo Salmoiraghi. Villa medioevale. 41.861302°N 12.625849°E
- Ruderi, su via Franco Lombardi. Ruderi di un casale medioevale. 41.830923°N 12.622787°E
- Colonnina di segnalazione tracciato dell'acquedotto Felice, su via Cracovia. Età moderna. 41.851397°N 12.628408°E
- Colonnina di segnalazione tracciato dell'acquedotto Felice, su via Stefano Breda. Età moderna. 41.857501°N 12.644267°E

### Altro
- Monumento al bimillenario cristiano, su viale dell'Archiginnasio. 41.853016°N 12.635622°E

Croce, alta 39 metri, dell'architetto Marco Petreschi, innalzata in occasione del Giubileo del 2000. Nel 2008 la croce viene monumentalizzata dallo scultore Gino Giannetti, che la riveste di bronzo martellato e aggiungendovi otto pannelli figurati in bronzo. La base è stata ampliata e su di essa scolpita l'iscrizione "NOVO INEUNTE MILLENNIO APUD TURRIM VIRGATAM" con al centro lo stemma della Università degli Studi di Roma "Tor Vergata".

## Società

### Istituzioni, enti e associazioni
- Policlinico Tor Vergata, su viale Oxford. Struttura ospedaliera del XX secolo (1993-98). 41.85889°N 12.631206°E

## Cultura

### Università
- Campus "Tor Vergata", su via di Passo Lombardo. Campus del XXI secolo (2007-10). 41.846889°N 12.626595°E

Progetto dell'architetto Marco Tamino.

## Geografia antropica

### Urbanistica
Nel territorio di Torre Gaia si estendono le zone urbanistiche 8C Giardinetti-Tor Vergata, 8F Torre Angela e 10G Romanina.

### Suddivisioni storiche
Del territorio di Torre Gaia fanno parte il consorzio omonimo e le frazioni di Vermicino, Villa Verde, Villaggio Breda e la parte di Tor Vergata a est della via di Tor Vergata.

## Sport

### Impianti sportivi
- Città dello sport, su via di Passo Lombardo. Struttura incompiuta del XX secolo (2007).

Progetto dell'architetto Santiago Calatrava.